# Macruronus
Macruronus is een geslacht van straalvinnige vissen uit de familie van heken (Merlucciidae). Het geslacht is voor het eerst wetenschappelijk beschreven in 1873 door Günther.

## Soorten
- Macruronus capensis Davies, 1950
- Macruronus maderensis Maul, 1951
- Macruronus magellanicus Lönnberg, 1907 (Patagonische grenadier)
- Macruronus novaezelandiae Hector, 1871